# Natália Scherer
Natália Scherer Eidt (Santa Cruz do Sul, 28 de outubro de 1985) é uma ginasta rítmica brasileira.
Foi convocada para a seleção pela primeira vez aos doze anos para participar do Campeonato Pan-Americano de Ginástica realizado em Houston, no qual obteve o 3.ª lugar. Ela foi a segunda gaúcha a integrar a equipe brasileira de ginástica rítmica.
Representou o Brasil nos Jogos Olímpicos de Verão de 2000, realizados em Sydney, na Austrália, e ficou em 8.º lugar na disputa por equipes. Participou também dos Jogos Pan-Americanos de 2003, em Santo Domingo, na República Dominicana, conquistando três medalhas de ouro.
Sua carreira se encerrou quando tinha 19 anos em função de lesões. Após deixar as competições passou a se dedicar à formação em Educação Física.